# Pedro de Yrigoyen y Loyola
Pedro de Yrigoyen y Loyola (Lima, 1789 - Lima, 14 de mayo de 1840) fue un militar y político peruano. 

## Biografía

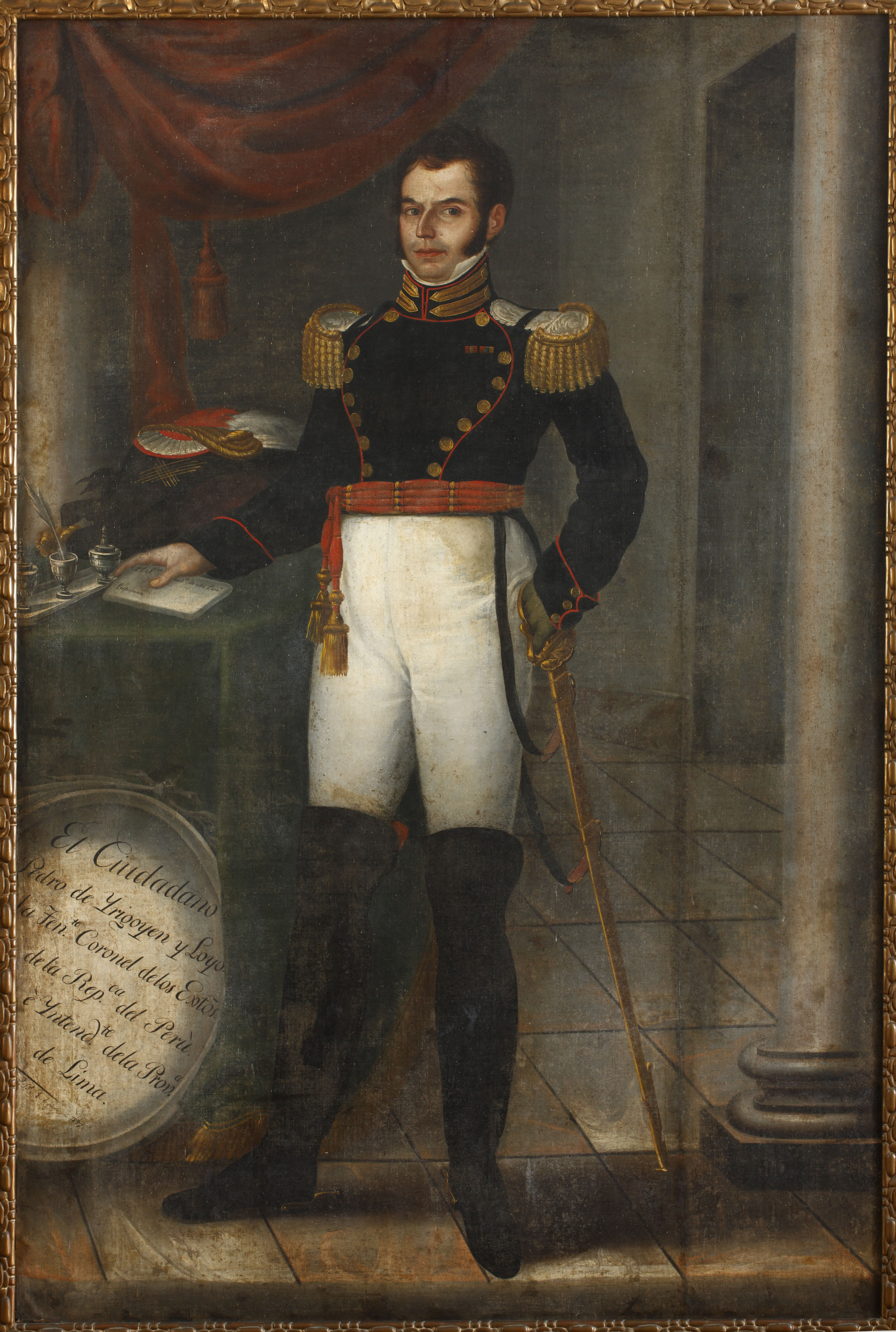
Teniente coronel del Ejército Peruano. Intendente de la Provincia de Lima 1826–1827. Subprefecto de Lima 1829. Óleo sobre lienzo logrado en el año 1827 por el pintor Pablo Rojas

### Participación en la Independencia del Perú
Hijo de don José Yrigoyen Zenteno y doña Ángela Rudecinda Loyola Escobar (bautizada de siete meses el 1 de octubre de 1766 en la Parroquia del Sagrario de Lima - fallecida el 4 de octubre de 1833 en San Jerónimo, Sayán, Huaura, Lima). Fue bautizado en la Parroquia del Sagrado Corazón de Jesús -Los Huérfanos- en Lima el 20 de abril de 1792.
Con el grado de Capitán y desempeñando el cargo de “Ayudante” formó parte de la Unidad denominada “Cuerpo Cívico” del Ejército Peruano en la batalla de Junín (6 de agosto de 1824). La batalla duró aproximadamente una hora y tuvo como resultado una victoria de los patriotas y la huida del Ejército Real del Perú.

### Política
Actuó en los primeros días de la República del Perú. Fue teniente coronel de la República e Intendente de Lima durante los años 1826 - 1827, cuando ese cargo representaba la primera autoridad política de la provincia de Lima, designado por el presidente del Perú, general Andrés de Santa Cruz. Fue Subprefecto de Lima en el año 1829 durante el gobierno de don José de La Mar, primer presidente constitucional del Perú.

## Familia
Contrajo matrimonio en 1825 con María Josefa de Arias y Larrea (bautizada de nueve meses el 31 de octubre de 1799 en la Parroquia de Santa Catalina, Contumazá, Cajamarca - fallecida en Lima el 18 de abril de 1884); hija de Joaquín de Arias Martínez de Goycochea y de María del Rosario de Larrea Ybarrola, ambos españoles casados el 24 de mayo de 1796 en la Parroquia de Santa Catalina, Contumazá, Cajamarca; nieta por la línea materna del que fue Juan José Larrea y Cámara, General de la Confederación Peruano–Boliviana, Ministro de Estado Sud-Peruano, Prefecto de Cusco y Comendador de la Legión de Honor Nacional del Perú.
Josefa de Arias y Larrea fue bisnieta por la línea materna de Juan José Clemente de Larrea i Villavicencio, de la Orden de Carlos III, hermano del marqués de San José, nacido en Quito, y educado en España donde se recibió de abogado y sirvió en la guardia del Rey. Pasó al Cusco, de Contador Oficial de las Cajas Reales y casó con Eulalia de la Cámara.
Fueron sus hijos: José María Yrigoyen Arias, Josefa Yrigoyen Arias, Manuel Yrigoyen Arias, Jesús Yrigoyen Arias, Manuela Yrigoyen Arias y Petronila Yrigoyen Arias.

## Defunción y Sepultura
Descansan sus restos en el mausoleo de la familia Yrigoyen ubicado en el cementerio Presbítero Matías Maestro (Lima).